# Valentin Ioviță
Valentin Ioviță (n. 23 ianuarie 1984, Galați, România – d. 4 august 2024) a fost un fotbalist român care a evoluat la clubul Oțelul Galați
În iunie 2008 a semnat un contract cu Oțelul Galați pe 3 ani.